# Сасандра (город)
Саса́ндра (фр. Sassandra) — город на юго-востоке Кот-д’Ивуара, на территории области Ба-Сассандра. Административный центр одноимённого департамента.

## Географическое положение
Город находится в юго-восточной части области, на побережье Гвинейского залива Атлантического океана, в месте впадения в него реки Сасандра, на расстоянии приблизительно 220 километров к юго-западу от столицы страны Ямусукро. Абсолютная высота — 85 метров над уровнем моря.

## Население
По данным переписи 1988 года численность населения города составляла 13 195 человек.
Динамика численности населения города по годам:
| 1975 | 1988   | 2012   |
| ---- | ------ | ------ |
| 8401 | 13 195 | 45 375 |

## Экономика и транспорт
Основу экономики Сасандры составляет рыболовство.
В окрестностях города расположен одноимённый аэропорт.